# Promoto
Flavius Promotus fue un general romano que sirvió bajo Teodosio I hasta su muerte en 391.

## Carrera
En 386 tenía un comando en África. Más tarde en el mismo año, fue Magister peditum por Thracias. Los Greutungos del rey Odotheus se reunieron en la orilla norte del Danubio y pidieron la entrada al Imperio, presumiblemente en los mismos términos que los Tervingios diez años antes. Promoto desplegó sus fuerzas a lo largo de la orilla sur y despachó a algunos hombres para engañarlos fingiendo que querían que el pago traicionara a los romanos, pero de hecho informaron el plan a Promoto. Cuando los Greutungos intentaron cruzar el río, se enfrentaron a una flota de embarcaciones fluviales que procedieron a hundir todas las canoas enemigas. Claudiano dice que la isla de Peuce estaba abarrotada de cuerpos y que las bocas de los ríos se volvían rojas de sangre. Teodosio, que estaba cerca, liberó a los godos sobrevivientes con la esperanza de usarlos en su próxima campaña contra Magno Máximo.
En 388, Promoto fue promovido a Magister equitum en preparación para la campaña contra Máximo.  Presumiblemente le fue bien en la campaña, porque fue recompensado con el consulado en 389. Mientras Teodosio viajaba de regreso al este a través de Tesalonica y teniendo varias aventuras, Promoto lo salvó de un ataque bárbaro, y puede haber sido recompensado por esto con un comando más alto.

## Muerte
Poco después, el emperador comenzó a favorecer a Rufino, entonces Magister officiorum, lo que enfureció a Promoto y de hecho tuvieron una pelea a puñetazos en público. Rufino entonces persuadió a Teodosio de enviar a Promoto a ejercicios con las tropas, y envió una compañía de bárbaros que lo emboscaron y lo mataron.
Promoto tuvo dos hijos que fueron criados con los hijos del emperador, quienes en venganza por el asesinato de su padre ayudaron a Eutropio a frustrar el plan de Rufino de casar a su hija con el emperador Arcadio.